# Antonio Colom
Antonio Colom Mas (Bunyola, 11 mei 1978) is een Spaans voormalig wielrenner.

## Carrière
Antonio Colom begon zijn profcarrière in 1999 bij Amica Chips - Costa de Almería, waar hij samen reed met onder anderen Francesco Casagrande, Jevgeni Berzin en Claudio Chiappucci. In 2002 verhuisde hij naar Colchon Relax - Fuenlabrada. In dat jaar won hij het eindklassement van de Ruta del Sol. Na twee jaar voor Relax te hebben gereden ging Colom naar Illes Balears. Begin 2009 reed hij voor Team Katjoesja, maar op 9 juni 2009 raakte bekend dat Colom bij een controle buiten competitie positief testte op het gebruik van epo. Hij werd hij meteen door de ploeg ontslagen.

## Belangrijkste overwinningen
2002
- Eindklassement Ruta del Sol

2004
- Eindklassement Challenge Mallorca
- 1e etappe Ronde van Valencia

2005
- Trofeo Calvia

2006
- 4e etappe Ronde van Valencia
- Eindklassement Ronde van Valencia

2007
- Trofeo Soller
- 5e etappe Dauphiné Libéré

2009
- 4e etappe Challenge Mallorca
- Eindklassement Challenge Mallorca
- 3e etappe Ronde van de Algarve
- 8e etappe Parijs-Nice

## Resultaten in voornaamste wedstrijden
| Jaar | Ronde van Italië | Ronde van Frankrijk | Ronde van Spanje |
| ---- | ---------------- | ------------------- | ---------------- |
| 2002 |                  |                     | opgave           |
| 2004 |                  |                     | 101e             |
| 2006 |                  |                     |                  |
| 2007 |                  | opgave (*)          |                  |
| 2008 | 25e              |                     |                  |

| Jaar |  | Wereldranglijsten |
| ---- |  | ----------------- |
| 2002 |  |                   |
| 2004 |  |                   |
| 2006 |  | 37e (UPT)         |
| 2007 |  | 182e (UPT)        |
| 2008 |  |                   |